# Prstence Neptunu

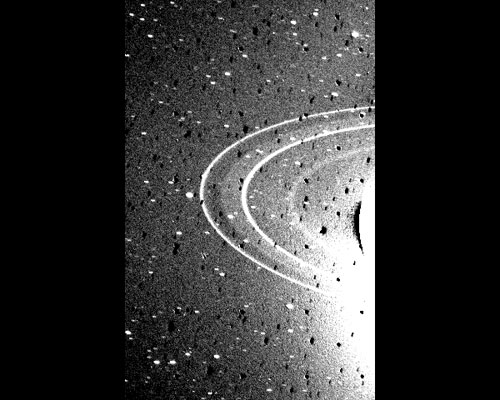
Neptunovy prstence - Voyager 2

Planeta Neptun má systém planetárních prstenců, které jsou známé jako Neptunovy prstence.
Existence prstenců okolo planety byla známa již od 60. let 20. století,[zdroj?] ale definitivní potvrzení jejich existence přinesla až sonda Voyager 2, která pomohla objevit 3 prstence okolo Neptunu. Jsou velmi nevýrazné a tenké a podobně jako u Jupiteru a Saturnu jsou značně tmavé. Jejich složení je neznámé.
Nejvzdálenější a nejvýznamnější prstenec (pojmenovaný Adams) je zvláštní tím, že tvoří asi tři výraznější oblouky, poblíž kterých je nejvíc hmoty. Tato zhuštění mají i vlastní pojmenování: Volnost, Rovnost a Bratrství. Po prstenci Adams následuje bezejmenný prstenec se stejnou oběžnou drahou jako má měsíc Galatea. Za ním je Leverrier s vnějším protažením v podobě Lassella a Araga a na nejblíže planetě se nachází tenký, ale široký prstenec Galle.